# Isis (Jazz-Fusion-Band)
Isis war eine ausschließlich aus Frauen bestehende, US-amerikanische Jazz-Fusion Band der 1970er Jahre.

## Geschichte
Isis wurde 1972 von Carol MacDonald und Ginger Bianco, zwei ehemaligen Mitgliedern der Frauen-Rockband Goldie and the Gingerbreads gegründet. Das Repertoire der zunächst achtköpfigen Band bestand ausschließlich aus selbst geschriebenen und arrangierten Titeln. Um in der Musikbranche und bei ihren Live-Konzerten ernst genommen zu werden, mussten Isis, wie ihre Kolleginnen in anderen Frauen-Bands, ununterbrochen Überzeugungsarbeit leisten. Die Zahl solcher Bands, die es schafften, bei einer namhaften Plattenfirma unter Vertrag genommen zu werden, blieb darum auch in den 1970er Jahren noch verschwindend gering.
1974 produzierte George „Shadow“ Morton mit Isis die erste Schallplatte für die Band. Dies war die erste Veröffentlichung populärer Musik mit weiblicher Blechbläserbesetzung und erinnert an frühere Werke von Blood, Sweat & Tears.
Das zweite, von Allan Toussaint produzierte Album Ain’t No Backin’ Up Now erschien 1975. Es enthielt Titel, die für die damalige Zeit unerwartet offen die homosexuelle Liebe unter Frauen thematisierten. Dafür trug Carol MacDonald die hauptsächliche Verantwortung. Obwohl die meisten der mitwirkenden Damen keinesfalls lesbisch waren, erhielt die Band damit ein Image, das wahrscheinlich den Verkauf ihrer Schallplatten behinderte. Carol MacDonald war sich dessen wohl bewusst, riskierte aber dennoch die Konfrontation mit den gängigen gesellschaftlichen Normen.
Als 1977 das letzte Isis-Album Breaking Through erschien, war die zwischenzeitlich auf zehn Mitglieder angewachsene Band wieder auf sechs zusammengeschrumpft. Unter den Neuzugängen befand sich diesmal Margo Lewis, die als Keyboarderin und Organistin bereits bei Goldie and the Gingerbreads Mitstreiterin von Carol MacDonald und Ginger Bianco gewesen war. Mit dem Produzenten Len Barry gelang den Damen diesmal ein melodienstärkeres, mehr an die Mode der Zeit angepasstes Album. Trotz der unbestrittenen musikalischen Qualität, lässt das Werk die Originalität der vergangenen Veröffentlichungen vermissen.
Innerhalb der sieben Jahre, in denen Isis im Musikgeschäft aktiv waren, traten nacheinander über siebzig verschiedene Musikerinnen der Band bei, um sich nach kürzerer oder längerer Zeit wieder zu verabschieden. Die Band bot damit vielen jungen Musikerinnen den Einstieg in die Musikbranche, der einige auch durchaus erfolgreiche Karrieren folgen ließen.
2001 begannen Carol MacDonald, Ginger Bianco und Lolly Bienenfeld erneut damit, eine Band zu formieren und unter dem Namen Isis in New Yorker Clubs aufzutreten.
Am 12. März 2007 starb Carol MacDonald nach langer, schwerer Krankheit.

## Diskografie
- 1974: Isis (Buddah Records)
- 1975: Ain't No Backin' Up Now (Buddah Records)
- 1977: Breaking Through (United Artists)